# Jekatierina Awdiejewa
Jekatierina Aleksiejewna Awdiejewa, ros. Екатерина Алексеевна Авдеева, właśc. Jekatierina Aleksiejewna Polewoj (ur. 5/16 sierpnia 1788 w Kursku, zm. 21 lipca/2 sierpnia 1865 w Dorpacie) – rosyjska pisarka i autorka książek kucharskich, siostra pisarza Nikołaja Polewoja.

## Życiorys
Pochodziła z rodziny kupieckiej. Dzieciństwo spędziła w Irkucku. Nie uczyła się w szkole, ale w dzieciństwie dużo czytała. W wieku 15 lat wyszła za mąż za kupca Piotra Awdiejewa i przeniosła się do Kiachty, a następnie do Irkucka. W tym czasie często podróżowała z mężem po Syberii. W roku 1815 została wdową z pięciorgiem dzieci. Po sprzedaniu domu w Irkucku przeniosła się do Kurska, a stamtąd do Moskwy, Odessy i Sankt Petersburga, a stamtąd w okolice Nowogrodu. Przez ostatnie lata życia utrzymywała się z zapomogi Funduszu Literackiego. Zmarła w Dorpacie i została pochowana na cmentarzu Raadi.

## Twórczość
Pisała od lat trzydziestych XIX w., przedstawiając swoje obserwacje życia na Syberii. W 1837 ukazała się w Moskwie jej praca Записки и замечания о Сибири. С приложением старинных русских песен (Notatki i uwagi o Syberii. Z dodatkiem starych pieśni rosyjskich), z przedmową brata Ksenofonta Polewoja. Książka została przetłumaczona na język czeski, niemiecki i angielski. W 1842 ukazał się zbiór tekstów Awdiejewej, wcześniej publikowanych w czasopiśmie Otieczestwiennyje zapiski, w większości o tematyce etnograficznej. Pisała także bajki dla dzieci i opowiadania publikowane w czasopiśmie Otieczestwiennyje zapiski.
Awdiejewa była autorką popularnych książek przeznaczonych dla gospodyń domowych, jak wydana w 1842 Ручная книга русской опытной хозяйки (Podręcznik rosyjskiej gospodyni domowej). W 1842 ukazało się pierwsze wydanie książki kucharskiej Карманная поваренная книга (Kieszonkowa książka kucharska) do 1871 doczekała się dziewięciu wydań. Przepisy zawarte w książce odwoływały się do tradycji rosyjskich i były dostosowane do rosyjskiego klimatu i stylu życia. Książka miała stanowić element edukacji młodych kobiet, które nie mogły kontynuować nauki w szkole. W roku 1912 ukazało się pośmiertne opracowanie przepisów kulinarnych zebranych przez Awdiejewą, pod redakcją N. Masłowa.